# Camarat 4
 (juillet 2025).
Camarat 4 est un site archéologique sous-marin, situé au large de Ramatuelle, dans le département du Var, en Méditerranée, où a été retrouvée le 4 mars 2025 une épave de navire marchand du XVIe siècle. Localisée près du cap Camarat, au sud de la presqu'île de Saint-Tropez, elle repose par 2 567 mètres de profondeur, ce qui en fait l'épave la plus profonde jamais identifiée dans les eaux françaises (et la deuxième au monde après l'USS Samuel B. Roberts gisant à 6 895 mètres de profondeur). Son nom officiel, attribué par le Département des recherches archéologiques subaquatiques et sous-marines (DRASSM), fait référence à sa position géographique et à son ordre de recensement dans la zone.
L'épave, longue d'environ 30 mètres, présente une structure et une cargaison remarquablement préservées grâce aux conditions abyssales (froid, obscurité et absence d'oxygène). Elle transportait principalement des céramiques italiennes de la Renaissance, dont des plats et des jarres empilées, témoignant des réseaux commerciaux en Méditerranée à cette époque. Son état de conservation exceptionnel offre un potentiel archéologique inédit pour l'étude des techniques de navigation et des échanges maritimes du XVIe siècle.
Identifiée lors d'une campagne hydrographique de la Marine nationale utilisant des sonars multifaisceaux haute résolution, Camarat 4 fait l'objet d'un projet d'étude approfondi dirigé par le DRASSM. Des campagnes futures prévoient sa modélisation 3D et l'analyse de sa cargaison, visant à éclairer l'histoire méconnue des naufrages en eaux profondes et leur rôle dans la dynamique culturelle de la Méditerranée moderne.

## Découverte
Le 4 mars 2025, lors de la mission océanographique militaire Calliope 25.1 dédiée à la maîtrise des fonds marins, une équipe du CEPHISMER (Centre expert plongée humaine et intervention sous la mer) de la Marine nationale détecte une anomalie sédimentaire à l'aide d'un robot sous-marin autonome grands fonds de modèle A18D. L'engin, déployé depuis le bâtiment de soutien et d'assistance métropolitain (BSAM) Loire, opérait dans les eaux territoriales françaises au large de Ramatuelle (Var), près du cap Camarat, dans le sud de la presqu'île de Saint-Tropez. Les relevés sonar indiquaient une structure linéaire de 30 mètres de long par 7 mètres de large reposant par 2 567 mètres de profondeur, une caractéristique qui allait immédiatement attirer l'attention des opérateurs en raison de l'absence de cette signature sur les cartes marines.
Une seconde campagne, Calliope 25.2, est organisée quelques semaines plus tard pour confirmer la nature de la découverte. Cette fois, un véhicule sous-marin téléopéré de la société Louis-Dreyfus Travocean capable d'opérer jusqu'à 4 000 mètres est déployé depuis le bâtiment affrété Jason. Les images haute définition transmises en temps réel révèlent alors la présence d'une épave ancienne présentant une cargaison exceptionnellement préservée de céramiques empilées, d'ancres et de canons. Le DRASSM (Département des recherches archéologiques subaquatiques et sous-marines), alerté par la Préfecture maritime, identifie immédiatement le site comme un « bien culturel maritime » d'intérêt majeur et authentifie l'épave comme datant du XVIe siècle grâce aux typologies céramiques visibles.
L'annonce officielle de la découverte intervient le 11 juin 2025 lors de la troisième Conférence des Nations unies sur l'océan à Nice, conjointement par le ministère de la Culture et la Préfecture maritime de la Méditerranée. L'épave est baptisée « Camarat 4 », selon la nomenclature du DRASSM qui désigne ainsi le quatrième bien culturel maritime inventorié dans ce secteur géographique. Cette dénomination provisoire souligne à la fois sa localisation près du cap Camarat et son ordre de recensement dans la zone. La profondeur de 2 567 mètres établit un record pour les eaux sous juridiction française, surpassant celle du sous-marin La Minerve découvert à 2 335 mètres au large de Toulon en 2019.

## Navire et cargaison
Camarat 4 correspond à un navire marchand de la Renaissance mesurant 30 mètres de long sur 7 mètres de large, dimensions considérables pour un bâtiment de cette époque. Sa structure, partiellement enfouie dans les sédiments à 2 567 mètres de profondeur, présente une conservation exceptionnelle due aux conditions abyssales (obscurité, faible oxygénation et absence de perturbations humaines). L'architecture visible suggère un navire méditerranéen typique du XVIe siècle, probablement conçu pour le transport de marchandises entre l'Italie et la France,.
La cargaison constitue l'élément le plus remarquable du site. Visible sur près de 40% de la surface de l'épave, elle comprend :
- Plus de 200 pichets en faïence polychrome de forme globulaire, dotés d'un bec pincé et d'une anse rubanée. Leur décor inclut pour certains le monogramme IHS (Iesus Hominum Salvator), et pour d'autres des motifs végétaux ou géométriques (rosaces, entrelacs) ceinturés d'un double filet[2].
- Une centaine d'assiettes empilées, de couleur dominante jaune ocre, présentant des décors complémentaires à ceux des pichets.
- Des jarres de stockage partiellement enfouies, dont le contenu n'a pas encore été identifié[8].

L'analyse stylistique et technique par le DRASSM attribue ces productions à des ateliers de Ligurie (Nord de l'Italie), région spécialisée dans la céramique d'exportation au XVIe siècle. La disposition des artefacts suggère une cargaison initialement arrimée en caisses ou ballots, basculée lors du naufrage,.

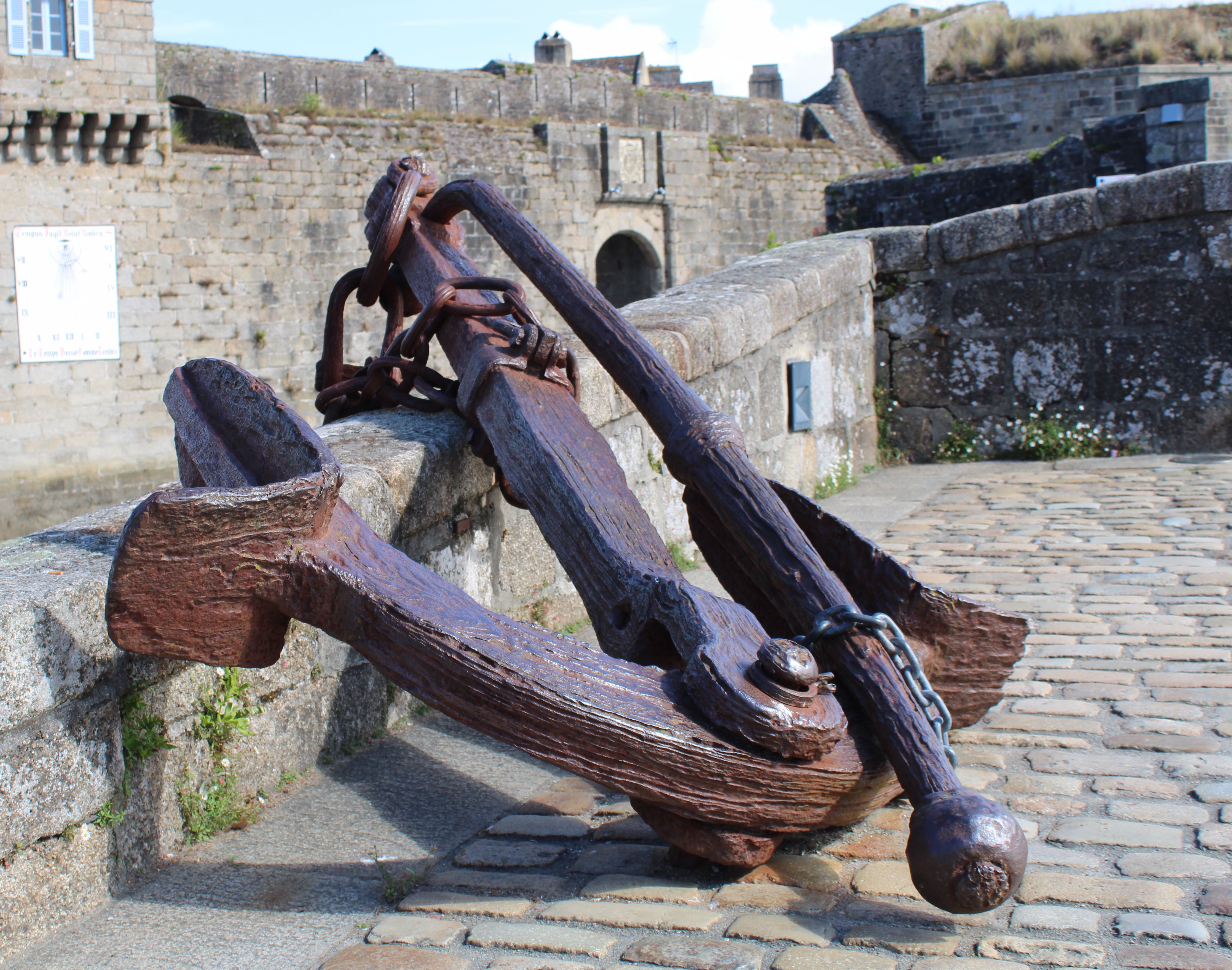
Exemple d'ancre à jas (à l'entrée de la Ville close de Concarneau).

L'épave révèle plusieurs éléments structuraux et mobiliers distinctifs :
- Six canons en fer positionnés à l'avant et à l'arrière, caractéristiques de l'armement défensif des navires marchands confrontés aux risques de piraterie
- Une ancre de type à jas
- Deux grandes marmites en bronze
- Des barres de fer disposées en faisceaux, dont la fonction (ballast ou marchandise) reste à déterminer[2],[10],[11],[12]

Une particularité intrigue les archéologues : un secteur du navire, dépourvu de cargaison visible, pourrait indiquer un espace réservé à des marchandises périssables (tissus, denrées alimentaires) ou une brèche structurelle liée au naufrage. Par ailleurs, le site est contaminé par des macrodéchets modernes (bouteilles plastique, canettes, filets de pêche) dispersés parmi les vestiges archéologiques, phénomène documenté lors de l'exploration initiale.

## Perspectives d'études
Camarat 4 est l'épave la plus profonde jamais documentée dans les eaux sous juridiction française. Préservée par des conditions abyssales (obscurité, faible oxygénation, température constante), elle constitue un témoignage archéologique exceptionnel d'un naufrage survenu au XVIe siècle. Sa profondeur (2 567 mètres) a empêché toute intervention humaine postérieure, garantissant son intégrité contre le pillage et les dégradations.
Les recherches prévues incluent une cartographie complète du site par photogrammétrie, l'analyse des abords immédiats et des prélèvements ciblés d'artefacts. Ces travaux mobiliseront un consortium pluridisciplinaire : archéologues sous-marins, céramologues, spécialistes d'architecture navale, d'artillerie historique et de conservation préventive. Le site viendra enrichir le corpus des épaves méditerranéennes du XVIe siècle en Provence-Alpes-Côte d'Azur, région déjà dotée de plusieurs vestiges contemporains.
Des projets de valorisation sont envisagés, notamment des modélisations 3D et des expositions itinérantes. La présence de macrodéchets modernes piégés dans les structures de l'épave servira de support à des campagnes de sensibilisation sur la pollution marine. Cette découverte offre un cadre d'expérimentation pour les technologies d'exploration abyssale développées par la Marine nationale et le DRASSM, ouvrant de nouvelles perspectives méthodologiques.